# Gaverbos
Het Gaverbos is een (privé) bos- een natuurgebied in de Vlaamse Ardennen in Zuid-Oost-Vlaanderen. Het bos bevindt zich aan de Gaverbosdreef op het grondgebied van de gemeente Zwalm (deelgemeenten Munkzwalm, Paulatem en Sint-Maria-Latem). Het natuurgebied ligt aan de Zwalm in de Zwalmvallei. Het Gaverbos is een gemengd essen-eikenbos met voorjaarsbloeiers als wilde hyacint, kleine maagdenpalm, slanke sleutelbloem en Spaanse aak. Onderaan de helling gaat het essen-eikenbos over in een vochtiger essen-elzenbos met vochtminnende planten als hondsdraf, kruipend zenegroen, gewone salomonszegel, pinksterbloem, eenbes. De struiklaag bestaat uit hakhout van hazelaar. In het Gaverbos leeft onder andere: tjiftjaf, groene specht, grote bonte specht, winterkoning, roodborst, nachtegaal.